# 3954 Mendelssohn
3954 Mendelssohn је астероид главног астероидног појаса са средњом удаљеношћу од Сунца која износи 2,144 астрономских јединица (АЈ).
Апсолутна магнитуда астероида је 14,8.